# Atomsymbol (Heraldik)

Flagge der Internationalen Atomenergie-Organisation (IAEO)

Das Atomsymbol ist in der Heraldik eine gemeine Figur und gehört zu den modernen Wappenfiguren. Es ist ein wenig gebräuchliches Wappenbild und kann als unheraldisch angesehen werden, da es eine fiktive konstruierte Form ist.
Dargestellt werden in der Regel drei ineinander verschlungene, gelegentlich auch zwei sich kreuzende, zumeist gleich große und gleich geformte Ellipsen um einen zumeist als Kreisfläche (heraldische Kugel) dargestellten Mittelpunkt. Die Ellipsen symbolisieren kreisförmige Umlaufbahnen von Elektronen eines Atomes um den Kern (entsprechend dem bohrschen Atommodell) und deuten damit eine Dreidimensionalität im flachen Wappen an. Die Andeutung der Elektronen selbst, beispielsweise durch je eine auf jede Ellipse gelegte Kugel, ist unüblich, kommt aber vor (so im Wappen von Eggenstein-Leopoldshafen). Bei drei Umlaufbahnen sind die Achsen oft gleichmäßig (d. h. um 120°) gegeneinander gedreht, bei zwei Umlaufbahnen entspricht die Lage der Längsachsen zumeist einem Andreaskreuz. Eine vorherrschende Tingierung ist nicht ersichtlich; zumeist haben der den Atomkern symbolisierende Kreis und die Umlaufbahnen die gleiche Farbe.
Die Wahl des Atomsymbols hängt oft mit kerntechnischen Anlagen oder mit der Forschung auf dem Gebiet zusammen. So deutet das unten gezeigte Wappen von Großwelzheim auf das um 1960 erbaute Kernkraftwerk Kahl hin, das auf dem Gebiet der Gemeinde liegt. Auch der Landkreis Karlsruhe zeigte auf dem bis 1972 geltenden Wappen das Atomsymbol, welches auf das Kernforschungszentrum in Leopoldshafen verweist. Die Internationale Atomenergie-Organisation (IAEO) verwendet ein ähnliches Symbol („Atomkern“ außerhalb des Mittelpunktes) in ihrer Flagge.
Im Wappen von Elektrostal sind zwei aus dem Hammer des Hephaistos aufsteigende Blitze durch die zwei Umlaufbahnen eines goldenen Atomsymbols gebunden. Im Wappen von Schelesnogorsk ist ein silbern bewehrter goldener Bär durch die drei Umlaufbahnen eines silbernen Atomsymbols gebunden, während er mit seinen Klauen den Atomkern spaltet.

Dubna, Oblast Moskau, Russland
Eggenstein-Leopoldshafen
Elektrostal, Oblast Moskau, Russland
Karlstein am Main-Großwelzheim
Karlstein am Main
Gundremmingen
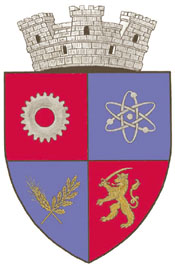
Mioveni, Rumänien
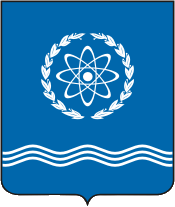
Obninsk, Oblast Kaluga, Russland
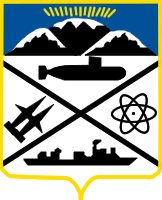
Olenja Guba, Oblast Murmansk, Russland
Paks, Ungarn
Prypjat, Rajon Tschernobyl, Ukraine
Saclay, Frankreich
Sewersk, Oblast Tomsk, Russland
Schelesnogorsk, Region Krasnojarsk, Russland
Schowti Wody, Ukraine